# Abteikirche von Souillac
Die ehemalige Abteikirche von Souillac befindet sich in der Kleinstadt Souillac im Département Lot. Sie ist einer der bedeutendsten romanischen Kirchenbauten Frankreichs und wurde deshalb bereits im Jahre 1840 als Monument historique anerkannt; die verbliebenen Überreste der aus dem 17. und 18. Jahrhundert stammenden Klostergebäude folgten im Jahre 1991.

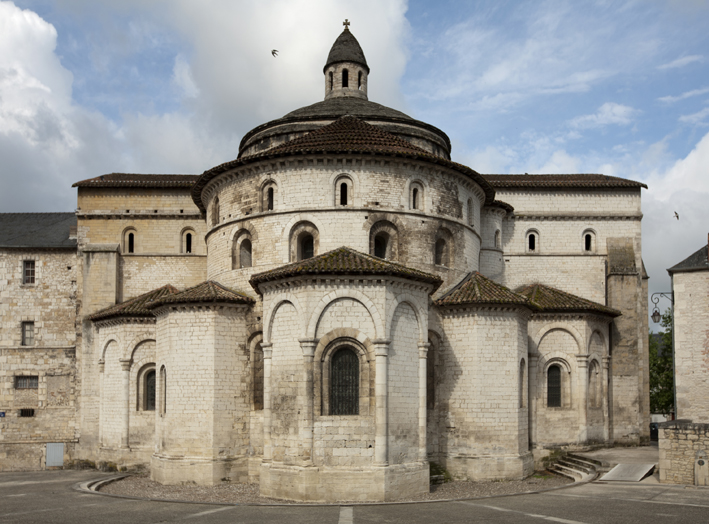
Chorhaupt der Abteikirche

## Baugeschichte
Angeblich geht der Ursprung von Souillac bis in die Zeit der Merowinger zurück: Der hl. Eligius (Saint-Eloi), Minister König Dagoberts I., soll hier ein Benediktinerkloster gegründet haben, welches – von den Sarazenen zerstört, von Karl dem Großen wiederaufgebaut und bei einem Normannenangriff erneut zerstört – irgendwie dennoch die Zeiten überdauert haben soll. Gegen Ende seines Lebens übergab Gerald von Aurillac das Kloster an Mönche der Abtei von Aurillac. Aufgrund ihrer Lage an einem wichtigen Verkehrsknotenpunkt – einer Nebenstrecke des Jakobswegs (Via Podiensis) – entwickelten sich Abtei und Stadt rasch; andererseits waren jedoch beide Übergriffen während des Hundertjährigen Krieges (1337–1453) und im Verlauf der Hugenottenkriege (1562–1598) ausgesetzt.
Das einschiffige aber überkuppelte Langhaus der Kirche ist ein Neubau aus dem 12. Jahrhundert, der sich am Stil südfranzösischer Kreuzkuppelkirchen (z. B. Kathedrale von Périgueux; Kollegiatkirche Saint-Émilion u. a.) orientiert (Grundriss siehe Weblinks). Durch die beiden nördlich und südlich an die Vierung anschließenden Querhausarme erhält der Kirchenbau den Grundriss eines lateinischen Kreuzes.

## Architektur
Die Abteikirche ist zur Gänze aus exakt bearbeiteten Hausteinen errichtet; Bruchsteine wurden zu dieser Zeit fast nur noch im Burgenbau und für einfache Dorfkirchen verwendet.

### Chorhaupt

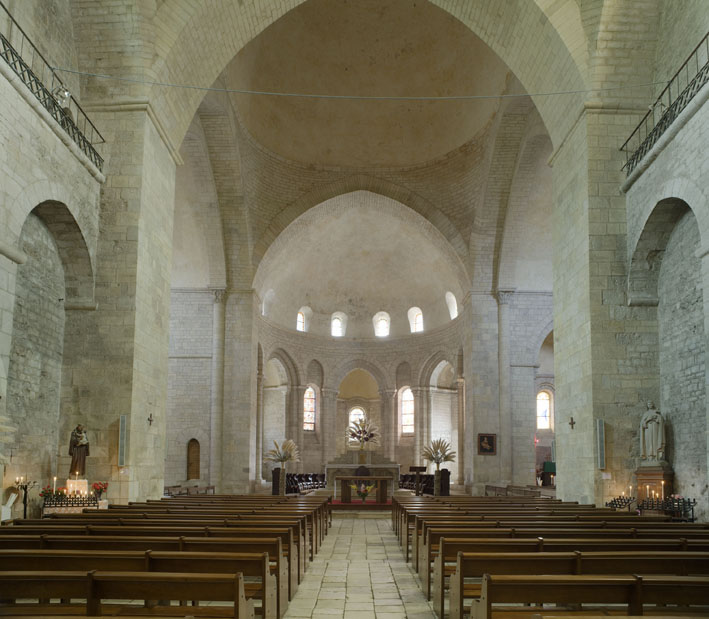
Kirchenschiff mit Kuppeln

Das aus dem 12. Jahrhundert stammende Chorhaupt der ehemaligen Abteikirche beeindruckt durch die Gliederung und Höhenstaffelung seiner Bauteile: Drei Radialkapellen umgeben den Chorumgang; zwei weitere Kapellen schließen östlich an das Querhaus an; alle sind polygonal gebrochen und in ihrer Höhe etwa gleich – die beiden mittleren Radialkapellen haben jedoch keine Blendarkaden als Außendekor und auch die Fenster sind nicht von Säulchen gerahmt, sondern sind lediglich ins Mauerwerk eingeschnitten. Das Dach des Chorumgangs bildet die nächsthöhere Ebene – diese ist durch ein umlaufendes Gesims unterteilt: Die unteren Öffnungen bilden einen Fensterkranz im Bereich des Chores, die oberen Öffnungen sind versetzt angeordnet und dienen zur Belichtung und Belüftung des Dachstuhls oberhalb der Apsiskalotte. Das Dach der Vierungskuppel ist gegenüber den anderen Kuppeldächern des Kirchenschiffs und den Tonnengewölben im Querhaus nochmals erhöht. Alle drei Kuppeldächer werden von nachträglich aufgesetzten, zum Innenraum hin geschlossenen, Laternen bekrönt.

### Kirchenschiff
Die beiden Joche des Kirchenschiffs sind etwa 15 Meter breit und dennoch nur einschiffig, was zur damaligen Zeit häufig nur durch eine Überkuppelung möglich war, denn der Schub von Kuppelkonstruktionen ist statisch einfacher auf die Außenwände abzuleiten als die deutlich höheren Schubkräfte von Gewölben. Die Zwickel aller Kuppeln sind durch Pendentifs verlängert; die Außenwände werden durch mächtige, in den Kirchenraum hineingezogene Strebepfeiler zusätzlich stabilisiert. Die Säulenstellungen des Umgangschores variieren in der Breite; die Kapitelle der Halbsäulenvorlagen tragen teilweise figürlichen Schmuck.

## Skulptur

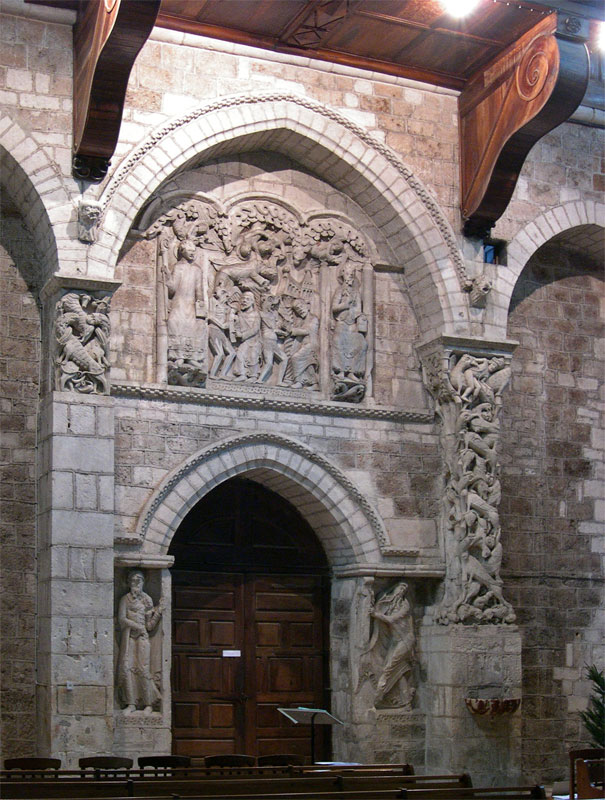
Reliefs des ehemaligen Portals

Die ehemalige Abteikirche Sainte-Marie in Souillac ist berühmt wegen ihrer Architektur, aber auch wegen mehrerer mittelalterlicher Figurenreliefs im Innenraum. Diese stammen von dem während der Hugenottenkriege beschädigten ehemaligen romanischen Portal der Abteikirche. Die unbeschädigt gebliebenen (aber wahrscheinlich nicht vollzähligen) Reliefs wurden im 17. Jahrhundert im Innern der Kirche angebracht – eine frühe konservatorische Maßnahme, die zeigt, dass das alte Portal von vielen Bewohnern der Stadt als erhaltenswert angesehen wurde, was zu dieser Zeit nicht unbedingt selbstverständlich war. Nicht nur wegen ihres Alters und ihres nahezu perfekten Erhaltungszustandes sind die Skulpturenreliefs von Souillac von überragender kunsthistorischer Bedeutung, sondern auch aufgrund der großen Ausdrucksstärke der dargestellten Szenen und Personen sowie ihrer künstlerischen Ästhetik bzw. ihrer handwerklichen Perfektion, die sich u. a. in der tiefgründigen Ausarbeitung der Reliefs zeigt. Die gesamte Portalanlage im Innenraum der Kirche wird demselben Entstehungszeitraum, d. h. der Zeit um 1130/40 zugeordnet.

### Jesajafigur

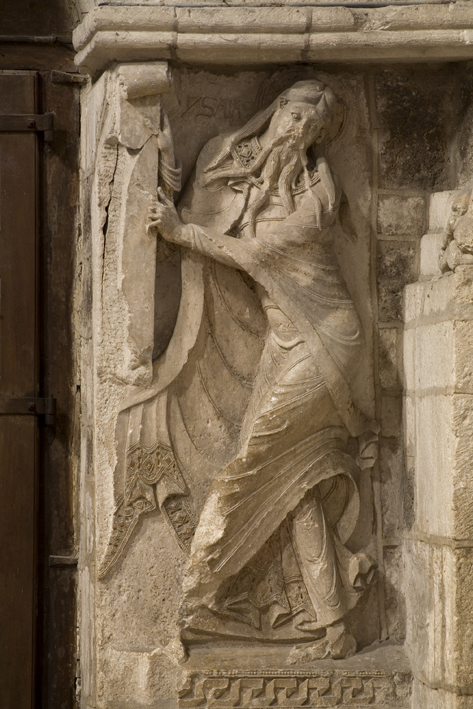
Jesajas

Die Reliefplastik des Jesaja aus der Zeit ist eine der bekanntesten romanischen Plastiken überhaupt; sie wird von der kunsthistorischen Forschung einhellig als Gipfelpunkt romanischer Skulptur anerkannt. Das Motiv des Schreitens mit sich überkreuzenden Beinen ist ein feststehender Typus in den darstellenden Künsten des Mittelalters; er ist hier beinahe zum 'Tanzen' umgedeutet worden. Die Figur ist leicht und schwebend. Die Idee des Tanzes als ekstatische, vom göttlichen Geist erfüllte Bewegung wird hier deutlich (vgl. auch die Figuren des Jesaias am Trumeaupfeiler der Abteikirche von Moissac und des Jesus auf einer Reliefplatte im Kreuzgang des Klosters von Santo Domingo de Silos).
Das Verständnis mittelalterlicher Bildwerke ist aus heutiger Perspektive nicht auf dem direkten Weg möglich. Die damaligen Sehgewohnheiten nahmen die einzelnen künstlerischen Details anders ‚wahr’. Um dem nahezukommen, welches Bild in diesem Jesajas tatsächlich ‚vermittelt’ wird, müssen die Elemente der Figur zunächst einzeln gesehen werden.
Ein entscheidender Aspekt ist die sogenannte ‚Ekstase’ dieser Figur. Die Bartsträhnen des Jesajas gehen radial symmetrisch vom Kinn ab und bilden mit den Haarsträhnen des Hauptes eine Einheit. Die Gesichtszüge wirken insgesamt seltsam „übertrieben“. Die ganze Figur befindet sich in einem erregten Zustand, was vor allem an den Haarsträhnen deutlich wird, und diese Ekstase wird durch die Kleidung eingegrenzt, besonders deutlich gemacht an den Bändern des Gewandes. Der Körper ist in einer Schreitbewegung auf Zehenspitzen wiedergegeben. Dabei ist der Kopf zurückgewendet und dem Betrachter zugewandt. Diese seltsame Verdrehtheit entspricht dem Zustand der Ekstase und impliziert die religiöse Bedeutung von Gottes Wort erfüllt.

### Bestiarienpfeiler

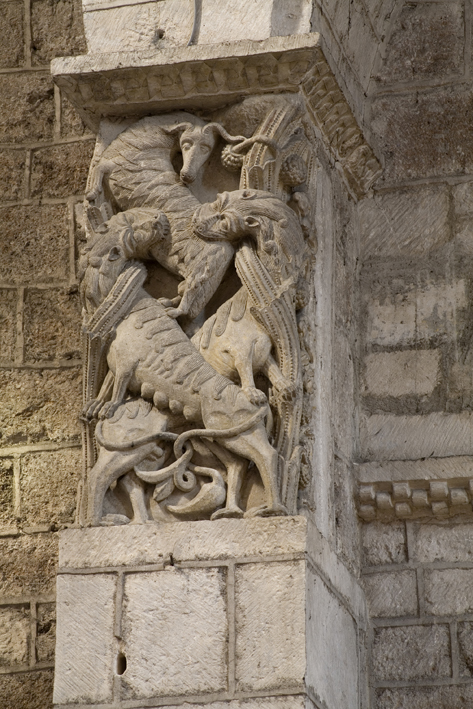
Kleiner Bestienpfeiler

Rechts oberhalb des Jesajas steht ein Bestienpfeiler, die ehemals als Trumeaupfeiler gedient hat. Ein Trumeaupfeiler teilt ein großes Portal in zwei Teile, indem er den steinernen Türsturz in der Mitte trägt. Dieser hier erfüllt keine tragende Funktion mehr.
Der Pfeiler hat drei Schauseiten. Alle bieten eine Verbindung von ornamentaler Gliederung mit bewegter Verlebendigung der Details, die den Gesamteindruck gebändigter Dramatik vermittelt. Die Frontseite zeigt vier Paare von sich überkreuzenden Löwen und Greifen: gemeint ist der Höllensturz der verdammten Kreatur, und das stilistisch ins Expressive gesteigert, ähnlich wie bei der Figur des Jesaja.
Ein solcher Bestiarienpfeiler kann auch eine positive Bedeutung haben. Dieser hier scheint aber deutlich eher abschreckende Funktion zu haben. Dieses überall stattfindende Sich–Auffressen von Vögeln, Affen, Raubtieren und Menschen kann aber nur bedeuten, dass hier die Konsequenzen eines gottfernen Lebens aufgezeigt werden. Die Aussage dabei kann aber auch sein: Man darf sich auf dem Weg zum Paradies nicht von solchen Gefahren abschrecken lassen. Denn an dem Bestiarienpfeiler musste jeder vorbei, der die Kirche betreten wollte.
Die linke Seitenfläche des Pfeilers zeigt die Szene der Opferung Isaaks. Sein Vater Abraham hat seinen Sohn eng an sich gezogen und ist eben im Begriff, zum tödlichen Streich auszuholen. Da stößt von oben der Engel herab, der hier nur mit einer Hand zu sehen ist. Er bietet Abraham einen Widder an, der an Stelle des Sohnes geopfert werden soll.
Auf der anderen Seite des Eingangs steht der Rest eines weiteren Bestiarienpfeilers. Dargestellt sind ein Löwenpaar und ein Widder. Der Widder, dessen Haltung trotz tödlicher Verletzung Ergebung ausdrückt, steht hier wohl für Christi Opfertod, worauf auch die ihm benachbarte Traube hinweist. Doch auch das im Schrägkreuz angeordnete Löwenpaar ist ein positives Symbol. Die Schweife sind zum geheiligten Knoten verschlungen. Das ist ein Hinweis auf die göttliche Natur und den vollzogenen göttlichen Willen.
Der Schweif der Löwin vorne mündet in einem Symbol der „ungeteilten Einheit“, der des Löwen in einem der heiligen Dreieinigkeit. Die Äste des Weinstocks, eines Sinnbilds Christi, umschlingen alle drei Tiere des Pfeilers. Die genaue Deutung einer solchen Szene steht damit also sehr im Gegensatz zu dem, was man heute als ersten Eindruck empfindet.

### Theophilus-Relief

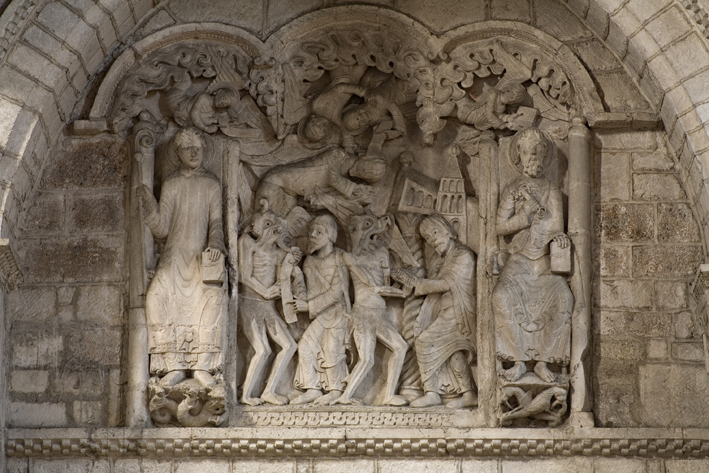
Theophilus-Relief

Über der Eingangstür ist ein Relief angebracht. Es illustriert die Legende des Diakons Theophilus, die im Mittelalter ein beliebtes Predigtthema war: Theophilus hatte nach seiner Amtsenthebung als Schatzmeister der Kirche zu Adana in Kilikien (Kleinasien) einen Pakt mit dem Teufel geschlossen, wonach ihm dieser zur Wiedereinsetzung in sein Amt verhelfen sollte. Die linke Bildhälfte zeigt die Unterzeichnung dieses Vertrages, die rechte die Besiegelung des Paktes, indem Theophilus seine Hände in die des Teufels legt.
In der Szene darüber erkennt man, wie die aus himmlischem Gewölk nieder schwebende Muttergottes dem schlafenden Theophilus den Vertrag entzieht und damit das Seelenheil des inzwischen reuigen Sünders rettet, der der Legende zufolge wenige Tage darauf als Geläuterter starb. Begleitet wird die Szene links von der sitzenden Figur des hl. Bernhard und von der des Apostels Petrus.

## Orgel

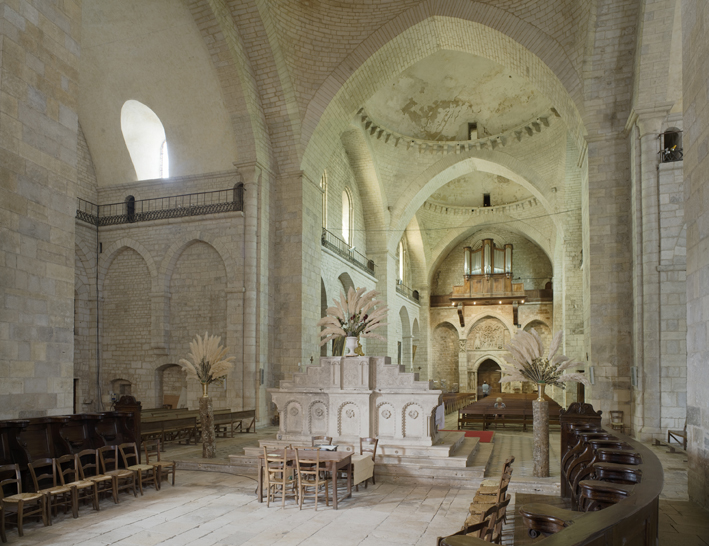
Blick durch den Kirchenraum und Orgel

Die Orgel wurde in den Jahren 1840–1850 von einem Orgelbauer namens PèreStolz erbaut. Das Instrument hat 15 Register auf zwei Manualen. Das Pedalwerk (C–e0) ist permanent an das Hauptwerk gekoppelt. Die Trakturen sind mechanisch.
| I Grand Orgue C–f3 |       |
| Bourdon            | 16′   |
| Montre             | 8′    |
| Bourdon            | 8′    |
| Prestant           | 4′    |
| Nasard             | 2 ⁄3′ |
| Doublette          | 2′    |
| Cornet V           |       |
| Plein-jeu III      |       |
| Trompette          | 8′    |
| Clairon            | 4′    |

| II Récit expressif g0–f3 |     |
| Bourdon                  | 8′  |
| Flûte harmonique         | 8′  |
| Prestant                 | 4′  |
| Cor anglais              | 16′ |
| Hautbois                 | 8′  |
| Trémolo                  |     |

- Koppeln: II/I